# 愛やまず
『愛やまず』（あいやまず）はフジテレビ系ライオン奥様劇場枠で1968年11月11日から1969年1月3日まで放送された連続テレビ映画である。白黒作品。全40回。

## 概要
「奥様劇場」第35作。天涯孤独のヒロインがさまざまな障害を乗り越えて恋人への愛を貫き、幸福を求めてゆく姿を描くメロドラマ。尾崎奈々の昼メロ初出演作。平均視聴率19.3％、最高視聴率27.1％（いずれもビデオリサーチ関東地区調べ）。

## 物語
6歳で両親を亡くした川辺さち子は建材会社を経営する伯父、吉原庄造のもとに引き取られた。妻光江と娘の智子はつらく当たるが、長男の浩司は優しくさち子の身を案じてくれた。さち子の浩司への思慕は成長するに従って恋愛へと変わってゆく。庄造の会社の資金繰りが悪化した。かねてから浩司に思いを寄せていた木原浅子の母ふじは、二人の結婚を条件に多額の資金援助を申し出る。そのさなか、ハイキングに出掛けた湖で浅子がボートから転落死した。浅子の過失であったが、一緒にいて助けられなかったさち子は自分を責め続けた。浅子を突き落としたという噂が広まり、警察の取り調べを受けるさち子を救ったのは、一部始終を目撃していた釣り人、中山であった。帰宅を許されたさち子だったが世間の目は冷たく、怒りに燃えるふじは資金援助を白紙に戻すと宣告する。責任を感じたさち子は吉原家を出、浅子が死んだ湖の岸辺に立ち睡眠薬をあおった。

## キャスト
- 川辺さち子 ……… 尾崎奈々
- 吉原浩司 ………… 六本木真
- 吉原庄造 ………… 見明凡太郎
- 吉原光江 ………… 浅茅しのぶ
- 吉原智子 ………… 新藤恵美
- 須永一郎 ………… 宗方勝巳
- 中山英作 ………… 舟橋元
- 影山明子 ………… 岩本多代
- 影山京助 ………… 野々村潔
- 多田圭吾 ………… 片山明彦
- 木山ふじ ………… 桜むつ子
- 木山浅子 ………… 聖みち子
- 木山恒夫 ………… 関戸純方
- とみ ……………… 大塚君代
- しげ ……………… 水上令子
- 小谷みどり ……… 深山ゆり
- 中山ゆかり ……… 秋山みゆき

## スタッフ
- 脚本:芦沢俊郎、桜井康裕
- 監督:岩間鶴夫、宮崎守、的井邦雄、生駒千里、武縄源太郎
- 音楽：渡辺岳夫
- プロデューサー：楢部由紀夫(松竹)、湯沢保雄(フジテレビ)
- 制作：松竹・フジテレビ

## 主題歌
- 「愛やまず」
  - 作詞：藤三郎
  - 補作詞：芦屋浩三
  - 作曲：城美好(チャーリー石黒)
  - 歌：香月サコ（ポリドール・レコード）

## 参考資料
- 「愛やまず」シナリオ決定稿
- 「テレビジョンドラマ」(放送映画出版)

| フジテレビ ライオン奥様劇場        | フジテレビ ライオン奥様劇場        | フジテレビ ライオン奥様劇場   |
| 前番組                             | 番組名                             | 次番組                        |
| ---------------------------------- | ---------------------------------- | ----------------------------- |
| 女の背信 （1968.9.16 - 1968.11.8） | 愛やまず （1968.11.11 - 1969.1.3） | 香華 （1969.1.6 - 1969.2.21） |